# Aldo Rebouças
Aldo da Cunha Rebouças (Peixe Gordo, 1937 - 2011) foi um geólogo, professor e pesquisador brasileiro, conhecido por sua contribuição significativa na área de Hidrogeologia.
Ele se destacou por sua defesa da gestão adequada dos recursos hídricos e por suas pesquisas sobre a água subterrânea. Em uma entrevista ao Museu da Pessoa, ele contou sua trajetória pessoal e profissional, desde sua infância no Ceará até sua atuação na Universidade de São Paulo.

## Educação e Carreira
Em 1964, recebeu seu diploma em geologia pela Universidade Federal de Pernambuco (UFPE). Posteriormente, obteve os títulos de Mestre (1964) e Doutor (1973) pela Université de Strasbourg, na França. Ele também realizou um pós-doutorado na Stanford University, nos Estados Unidos, em 1986. Sua carreira acadêmica terminou com um cargo de professor no Departamento de Geologia Sedimentar e Ambiental do Instituto de Geociências da Universidade de São Paulo (USP).
Além disso, Rebouças consolidou sua influência no setor de pesquisa e gestão de águas subterrâneas no Brasil, tendo sido um dos pioneiros na criação da Associação Brasileira de Águas Subterrâneas (Abas). Ele também foi consultor de diversos órgãos públicos e privados, como a Superintendência do Desenvolvimento do Nordeste (SUDENE), o Departamento Nacional de Obras contra a Seca (DNOCS), a Petrobrás e a ONU.

## Contribuições
Rebouças foi um defensor da gestão adequada dos recursos hídricos. Ele alertava os órgãos públicos para o fato de que a má gestão e o uso inadequado da água comprometeriam a qualidade da oferta do produto.
Ele defendeu a premissa de que o conceito de água abundante, inesgotável e gratuita era uma ficção obsoleta. Rebouças argumentava que a região Nordeste do Brasil não sofria de seca, mas sim de má gestão dos recursos hídricos disponíveis.
Ele propôs soluções técnicas e políticas para o aproveitamento racional da água subterrânea, como a perfuração de poços profundos, a construção de barragens subterrâneas e a implementação de planos diretores.

## Publicações
Vários trabalhos importantes foram publicados ao longo da carreira de Rebouças. Entre eles estão “Água na região Nordeste: desperdício e escassez” (1997), “Água e desenvolvimento rural” (2001), e o livro “Águas Doces no Brasil Capital Ecológico, Uso e Conservação”, organizado por Aldo Rebouças, Benedito Braga e José Galizia Tundisi. Essas publicações abordam temas como a disponibilidade e a demanda da água no Brasil, os conflitos pelo uso da água, os aspectos econômicos, sociais e ambientais da gestão da água e as perspectivas para o futuro.

## Legado
Rebouças deixou um legado significativo na área de Hidrogeologia. Suas pesquisas e defesa da gestão adequada dos recursos hídricos influenciaram gerações posteriores e áreas de estudo. Ele é lembrado por sua contribuição para a compreensão e gestão dos recursos hídricos, especialmente a água subterrânea. Ele recebeu diversas homenagens e reconhecimentos por sua atuação, como o Prêmio Internacional Água Subterrânea da UNESCO em 2002.